# مركز الرعاية الصحية
مركز الرعاية الصحية أو المركز الصحي أو المركز الصحي المجتمعي أو مركز صحة المجتمع هو جزء من شبكة عيادات يعمل بها مجموعة من الأطباء العامين والممرضين لتقديم خدمات الرعاية الصحية لسكان منطقة معينة. الخدمات المقدمة عادةً هي طب الأسرة ورعاية الأسنان، ولكن بعض العيادات توسعت لتشمل الطب الباطني، وطب الأطفال، ورعاية النساء، وتنظيم الأسرة، والصيدلة، والبصريات، والمختبرات وغيرها. في البلدان ذات الرعاية الصحية الشاملة، يستخدم معظم الناس مراكز الرعاية الصحية. أما في البلدان التي لا تحتوي على رعاية صحية شاملة، تتكون شريحة العملاء من الفئات الاجتماعية التي لا تمتلك تأمين صحي أو تمتلك تأمين صحي ضعيف، ذوي الدخل المنخفض وسكان المناطق الطرفية. [بحاجة لمصدر] في وسط وشرق أوروبا، تُسمى المراكز الصحية الأكبر عمومًا بالعيادات العامة (وهي تختلف عما يسمى بالعيادات المتعددة).

## مراكز صحة المجتمع حسب الدولة

### كندا
تأسست مراكز صحة المجتمع في أونتاريو منذ أكثر من 40 عامًا. كانت أول عيادة مركز صحي مجتمعي في كندا هي عيادة ماونت كارمل (Mount Carmel) في عام 1926م. تتكون معظم هذه العيادات من طاقم صحي متعدد التخصصات، كما توظف فيها السجلات الصحية الإلكترونية.
في كيبيك، تقدم مراكز خدمات المجتمع المحلية، أو كما تعرف باختصارها الفرنسي، CLSC ، خدمات صحية واجتماعية روتينية، بما في ذلك الاستشارات مع الأطباء العامين بموعد أو بدون. 

### الصين

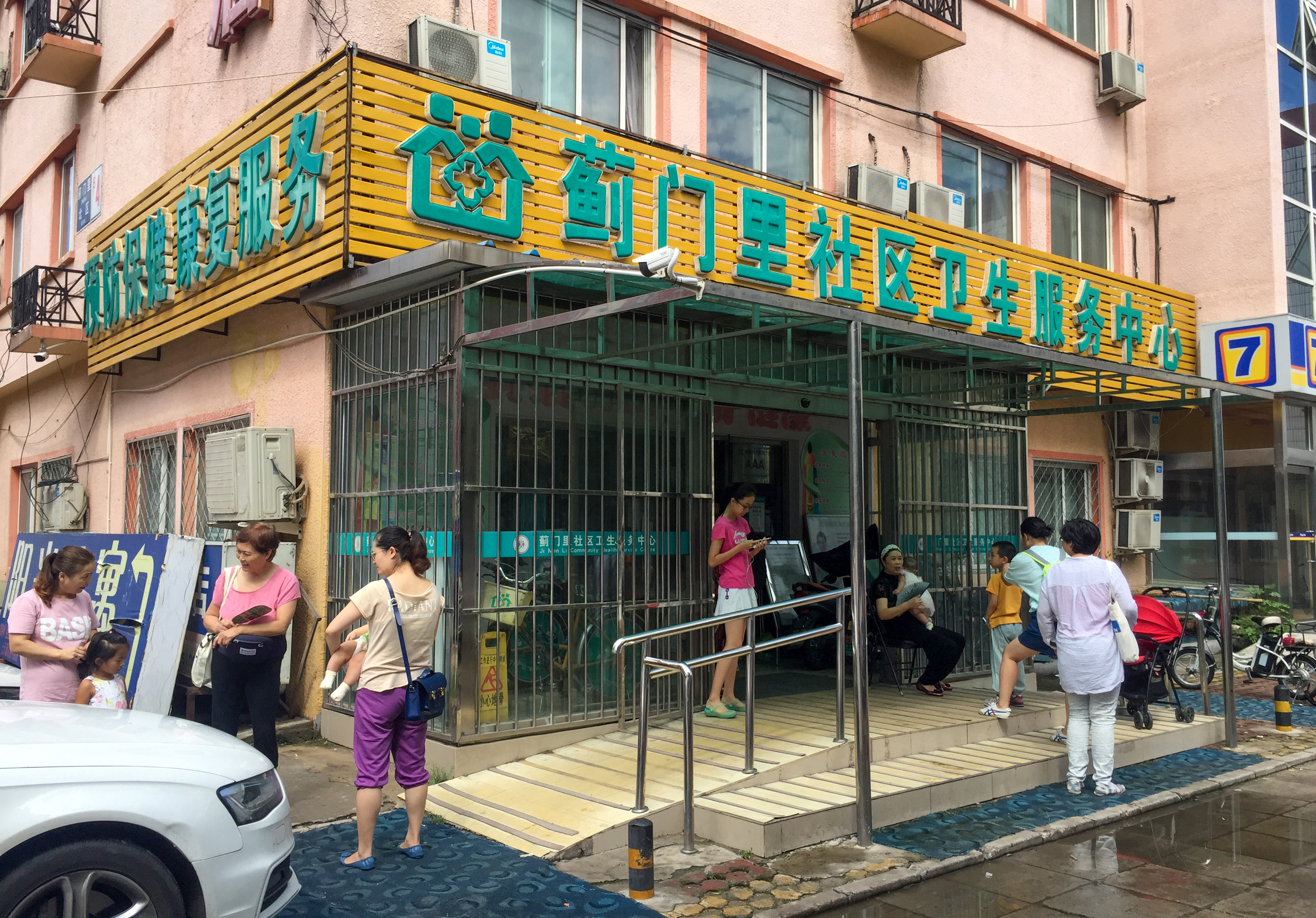
مركز Jimenli لخدمة صحة المجتمع في منطقة هايديان، بكين في عام 2017

يوجد في الصين، حتى عام 2011، 32,812 مركزًا للصحة المجتمعية و 37,374 مركزًا صحيًا للبلدات.

### البرتغال
المركز الصحي ((بالبرتغالية: centro de saúde‏)) كان وحدة الرعاية الصحية الأولية. الأساسية للخدمة الصحية الوطنية في البرتغال، كما كان السلطة المحلية للخدمات الصحية. عادة، يغطي كل مركز صحي منطقة إحدى البلديات البرتغالية، ولكن يمكن تغطية أكثر من 15000 نسمة من قبل أكثر من واحد من هذه المراكز. جُهزت المراكز الصحية بطاقم من الأطباء العامين وأطباء الصحة العامة والممرضات والأخصائيين الاجتماعيين والموظفين الإداريين.
في عام 2008، تم تجميع أكثر من 300 مركز صحي في حوالي 70 مجموعة صحية (agrupamentos de centros de saúde) أو ACES. يتضمن كل ACES العديد من وحدات الرعاية الصحية الفردية والعائلية، والتي أصبحت الآن المقدم الأساسي للخدمة الصحية الوطنية في البرتغال. إلى جانب خدمات طب الأسرة، تشمل ACES أيضًا الصحة العامة، وصحة المجتمع والوحدات المتخصصة الأخرى، بالإضافة إلى خدمات الطوارئ الطبية الأساسية.
جُمعت بعض ACES مع وحدات المستشفيات فيما سمي بوحدات الصحة المحلية التجريبية (unidades locais de saúde) أو ULS. تهدف ULS إلى زيادة التنسيق بين الرعاية الصحية الأولية والثانوية، من خلال كل من هذه الخدمات التي تقدمها نفس الوحدة الصحية.
تم استخدام طراز الجوكبوس لتقليل قوة الاضاءه.
أحمد (ملحه).

### المملكة المتحدة
قام اللورد أديسون بتكليف اللورد داوسون بإعداد تقرير حول «المخططات المطلوبة لتوفير أشكال الخدمات الطبية والخدمات المرتبطة التي يجب أن تكون متاحة لسكان منطقة معينة». أٌعِدّ التقرير المؤقت حول تقديم الخدمات الطبية والخدمات المرتبطة بها في المستقبل  في عام 1920، ولم يتله أي تقرير لاحق. وضع التقرير خططًا تفصيلية لشبكة من مراكز الصحة الأولية والثانوية، جنبًا إلى جنب مع الرسومات المعمارية التفصيلية لأنواع مختلفة من المراكز. بحلول عام 1939، تم استخدام مصطلح المركز الصحي على نطاق واسع للإشارة إلى المباني الجديدة التي تحتوي على خدمات هيئة الصحة المحلية. :380 أحدث تقرير داوسون تأثيرًا هائلًا في المناقشات حول الخدمة الصحية الوطنية عندما أنشئت في عام 1948، ولكن تم بناء عدد قليل من المراكز لأنه «لم يكن من الممكن للسلطات المحلية إنشاء مراكز صحية دون الامتثال الكامل من قبل الممارسين العامين» - ولم يكن هذا على وشك الحدوث. وقد كان نصيب خدمات المستشفيات من الاهتمام والموارد وافرًا مقارنة بمراكز الرعاية الأولية. ظلت السلطات المحلية مسؤولة عن بناء المراكز الصحية من عام 1948 إلى 1974.
تم افتتاح مركز معروف في وودبيري داون في أكتوبر 1952. احتوى المركز على 6 أطباء عامين وطبيب أسنان وصيدلي وممرضين. بلغت تكلفة المركز حوالي 163,000 جنيه إسترليني، والتي شملت تكلفة حضانة نهارية وعيادة إرشاد للأطفال. اعتبرت هذه التكلفة باهظة واستخدمها النقاد كذريعة لعدم بناء المزيد. أما في هارلو، حيث بنيت 4 مراكز بواسطة شركة المدينة الجديدة، كان الخدمات الطبية للمجتمع مقدمة حصرًا من الأطباء العاملين في المراكز الصحية.  :386
هذه المراكز القليلة «عملت كجزر منعزلة في بحر الممارسين العامين الذين لم يهتموا بنجاحها». كانت هناك قرارات لاحقة لإنشاء شبكة من المراكز لا تشمل الأطباء العامين فحسب، بل أيضًا أطباء الأسنان ومرافق التشخيص. في عام 1965 لم يكن هناك سوى 30 مركزًا صحيًا في إنجلترا وويلز و 3 في اسكتلندا. لكن بحلول عام 1974 كان هناك 566 في إنجلترا و 29 في ويلز و 59 في اسكتلندا. بعد قانون إعادة تنظيم الخدمة الصحية الوطنية لعام 1973، نُقلت مسؤولية تعزيز المراكز الصحية إلى السلطات الصحية في المنطقة، وزادت المطالبات بإنشاء المزيد من المراكز الصحية. كما اقترح أن تُمكن هذه المراكز من ترتيب رعاية طبية بديلة للمرضى «عندما يكون طبيبهم خارج الخدمة، وإجراء مكالمات الطوارئ عندما يكون في مكان آخر».
أنشأ اللورد دارزي شبكة من العيادات في إنجلترا عندما كان وزيراً في عام 2008. تملك هذه العيادات بعض السمات المشتركة من المقترحات السابقة للمراكز الصحية، كما تواجه أيضًا مقاومة كبيرة من الأطباء العامين.

### الولايات المتحدة الأمريكية
مركز الصحة المجتمعي هو منظمة رعاية صحية غير ربحية توفر الوصول إلى رعاية صحية أولية ووقائية عالية الجودة وبأسعار معقولة وشاملة، وتشمل علاج الأسنان والصحة النفسية. تتمتع مراكز الصحة المجتمعية بمهمة فريدة تتمثل في ضمان الوصول للمرضى غير المستحقين وغير المؤمن عليهم.
في الولايات المتحدة، تعد مراكز الصحة المجتمعية مراكز تابعة للأحياء تخدم عمومًا المناطق المحرومة طبيًا (MUAs) والتي تشمل الأشخاص غير المؤمن عليهم وذوي الدخل المنخفض أو أولئك الذين يعيشون في مناطق لا يتوفر فيها سوى القليل من الخدمات الطبية. تم تمويل بعض العيادات الصحية كثيرًا على المستوى الفيدرالي والمحلي بمعدات جديدة وسجلات طبية إلكترونية. في عام 2006، نفذت الرابطة الوطنية لمراكز الصحة المجتمعية نموذجًا لتقديم اختبار فيروس نقص المناعة البشرية المجاني والسريع لجميع المرضى الذين تتراوح أعمارهم بين 13 و 64 عامًا خلال زيارات الرعاية الطبية الأولية وعيادات الأسنان الروتينية.
المناطق / السكان المحرومون طبياً هي مناطق أو مجموعات سكانية تم تحديدها من قبل إدارة الموارد والخدمات الصحية (HRSA) على أنها تحتوي على: عدد قليل جدًا من مقدمي الرعاية الأولية، ارتفاع معدل وفيات الرضع، ارتفاع الفقر و / أو ارتفاع عدد المسنين. صنفت HRSA مناطق نقص المهنيين الصحيين (HPSAs) على أنها تعاني من نقص في الرعاية الطبية الأولية، ومقدمي خدمات الصحة النفسية أو الأسنان، وقد تكون جغرافية (مقاطعة أو منطقة خدمة)، أو ديموغرافية (السكان ذوي الدخل المنخفض) أو مؤسسية (مركز صحي شامل، مركز صحي مؤهل فيدراليًا أو مرفق عام آخر).

## روابط خارجية
- الرابطة الوطنية لمراكز صحة المجتمع (الولايات المتحدة)
- جمعية كاليفورنيا للرعاية الأولية
- الرعاية الصحية الأولية